# Каланел
Каланел (фр. Calanhel) насеље је и општина у северозападној Француској у региону Бретања, у департману Приморје која припада префектури Генган.
По подацима из 2011. године у општини је живело 239 становника, а густина насељености је износила 16,69 становника/km². Општина се простире на површини од 14,32 km². Налази се на средњој надморској висини од 255 метара (максималној 295 m, а минималној 168 m).

## Демографија
| 1962. | 1968. | 1975. | 1982. | 1990. | 1999. | 2011. |
| ----- | ----- | ----- | ----- | ----- | ----- | ----- |
| 459   | 522   | 422   | 362   | 318   | 264   | 239   |

График промене броја становника у току последњих година